# The Good Life
«The Good Life» —en español: «La Buena Vida»— es una canción perteneciente al tercer álbum de estudio titulado Life Starts Now lanzado en 2009 por la banda de metal alternativo, Three Days Grace. Fue lanzado para emisiones de radio el 9 de febrero de 2010. Llegó al #85 en el Canadian Hot 100 antes de convertirse en sencillo, y posteriormente ya como sencillo lideró las listas del Mainstream Rock Tracks y Rock Songs de la revista Billboard. La canción también apareció en los Juegos X de invierno de ESPN XIV, y fue utilizado durante el programa nuclear Cowboyz Profesional Motocross Freestyle . "The Good Life" fue la canción destacada para el Torneo de Baloncesto Masculino 2010 de ACC, y también durante el Draft 2010 de la NFL. La canción también se tocó durante un concierto de Three Days Grace a lo largo de una serie de conciertos durante los Juegos Olímpicos de Invierno de 2010 en Vancouver el 15 de febrero de 2010.

## Video musical
La banda grabó el video con el director Michael Maxxis el 23 de marzo de 2010. Imágenes del rodaje fueron subidas en su Twitter. El 27 de abril de 2010, un tráiler del video fue subido A Youtube. Un día después, el video fue estrenado en la cuenta de VEVO de la banda. El video consiste en la banda tocando en un garaje, con Adam Gontier usando una polera de Citizen Cope, además tiene con cortes de clips de personas que realizan actividades, tanto recreativas o con tintes violentos. El video termina con un hombre besando a su esposa y yéndose al trabajo. En contraste con el aspecto limpio y profesional del vídeo del sencillo anterior  Break, este video es filmado con una cámara de mano en un ambiente sucio, un entorno del mundo real y hace un uso intensivo de los efectos de edición de vídeo y la clasificación de color para un aspecto áspero y visualmente vibrante. Si uno puede mirar muy de cerca, se pueden ver las palabras "THE BIG LIE EXPOSED!" (La Gran Mentira Expuesta!).Este video cuenta con más de 15 millones de visitas.

## Posicionamiento en listas
| Lista (2010)                            | Mejor posición |
| --------------------------------------- | -------------- |
| Canadá (Hot 100)                        | 52             |
| Estados Unidos (Bubbling Under Hot 100) | 1              |
| Estados Unidos (Alternative Songs)      | 4              |
| Estados Unidos (Mainstream Rock Tracks) | 1              |
| Estados Unidos (Rock Songs)             | 1              |

- La Radio en línea estadounidense "AOL Radio" elogió la canción posicionándola en número 1 como la mejor canción alternativa de 2009.[5]

## Certificaciones
| País           | Organismo certificador | Certificación | Ventas certificadas | Ref.  |
| -------------- | ---------------------- | ------------- | ------------------- | ----- |
| Estados Unidos | RIAA                   | Platino       | 1 000               | [ 6 ] |